# Lavallee Peak
Der Lavalle Peak ist ein 2175 m hoher Berg im ostantarktischen Viktorialand. In der West Quartzite Range der Concord Mountains ragt er 1,5 km nordwestlich des Gibraltar Peak auf.
Der United States Geological Survey kartierte ihn anhand eigener Vermessungen und Luftaufnahmen der United States Navy aus den Jahren von 1960 bis 1964. Das Advisory Committee on Antarctic Names benannte ihn 1969 nach Leutnant David O. Lavallee, Marinetaucher auf der McMurdo Station in drei antarktischen Sommerkampagnen zwischen 1963 und 1967.